# Pietro Casani
Pietro Casani, SchP, řeholním jménem Pietro od Narození Panny Marie (8. září 1570, Lucca – 17. října 1647, Řím) byl italský římskokatolický kněz a řeholník řádu piaristů. Katolická církev jej uctívá jako blahoslaveného.

## Život
Narodil se dne 8. září 1570 v Lucce jako jediné dítě Gasparu Casanimu a Elisabettě Drago. Oba jeho rodiče pocházeli ze starých šlechtických rodin. V dětství studoval humanitní vědy a hudbu. Uměl hrát na několik hudebních nástrojů. Jeho vzdělání v Lucce zajišťovali františkáni a absolvoval zde jak jak teologická, tak filozofická studia.
Poté, co roku 1591 zemřela jeho matka, vstoupil roku 1594 do řádu Řádných kleriků Matky Boží, zakládaného sv. Giovannim Leonardim, který si jej zvolil za svého spolupracovníka. Do stejného řádu také vstoupil jeho ovdovělý otec, který zemřel roku 1626.
Jeho novicmistrem v řeholním domě byl kněz Giovanni Battista Cioni (1556–1623). Dne 14. března 1596 doprovázel Leonardiho do Říma a později s ním odcestoval do Neapole, kde s ním poté pět let spolupracoval. Během svého pobytu v Neapoli nejprve obdržel tonzuru první dvě nižší svěcení, poté v říjnu roku 1597 složil sliby poslušnosti a vytrvalosti a v listopadu 1557 zde obdržel další dvě nižší svěcení.
V roce 1598 byl povolán do Říma, kde studoval učení sv. Tomáše Akvinského na jezuitské Římské koleji. Dne 23. září 1600 byl v Lateránské bazilice v Římě vysvěcen na kněze. Od září do listopadu 1601 cestoval s Leonardim na vizitaci ke skupině řeholníků ve Vallombrose a pomáhal tam při navrhování pravidel pro novice a stanov pro Leonardiho kongregaci. Na jaře roku 1604 se stal v Římě sekretářem i notářem při závěrečných konzultacích a úvahách při schvalování nového řádu. Při té příležitosti se sešel s kardinálem Cesarem Baroniem. Slavnostní řeholní slib složil 22. července 1604.
Byl ustanoven místorektorem řeholního domu v Římě, kde žil do roku 1608. Leonardi zemřel 9. října 1609 a jeho nástupcem ve vedení řádu se stal Alessandro Bernardini. Roku 1614 schválil papež Pavel V. unii mezi Řádných kleriků Matky Boží, jehož byl členem, a Řádem zbožných škol, který v té době založil sv. Josef Kalasanský. Mezi lety 1613–1614 žil v římském Trevi a v roce 1614 vedl postní duchovní cvičení v kostele San Lorenzo in Damaso v Římě. V březnu roku 1617 papež Pavel V. zrušil unii obou řeholních institutů.
Po jejich opětovném oddělení se rozhodl přestoupit do řádu piaristů, protože v něm více cítil ideály chudoby a přísnosti života. Na Bílou sobotu dne 25. března 1617 přijal spolu se čtrnácti dalšími piaristický řeholní habit a zvolil si nové řeholní jméno Pietro od Narození Panny Marie.
V dubnu 1617 složil své dočasné řeholní sliby do rukou zakladatele piaristů Josefa Kalasanského, se kterým se přátelil a spolupracoval s ním. V té době se stal novicmistrem a v říjnu roku 1618 odešel s dalšími společníky z Říma do Narni. V polovině roku 1619 ho Josef Kalasanský povolal do Říma a v roce 1622 byli papežem Řehořem XV. piaristé oficiálně schváleni jako řád. Dne 20. dubna 1622 složil doživotní řeholní slib do rukou kardinála Michelangela Tontiho, který den nato zemřel.
V té době cestoval spolu se dvěma společníky do Savony. Dne 10. července 1623 byl jmenován provinciálem provincie Liguria. V únoru roku 1624 byl jmenován novicmistrem janovského noviciátu. Téhož roku podnikl pouť do Turína, aby si prohlédl Turínské plátno. Na Svatý rok 1625 absolvoval pouť do Říma. V březnu roku 1626 odešel se dvěma dalšími řeholníky do Messiny. Vystřídal také další pobyty v Neapoli a na Sicílii.
Dne 14. dubna 1627 se stal rektorem v Neapoli a od 11. října do 4. listopadu 1627 se účastnil generálních kapitul piaristů. Následujícího 15. listopadu opět opustil Řím. V roce 1628 utrpěl ischias a byl nucen odpočívat, dokud nenabral síly. V roce 1630 se vrátil do Říma a napsal svědectví pro beatifikační proces Gliceria Landrianiho (1588–1618). V roce 1631 pomohl zřídit řeholní dům v Cosenze. V roce 1631 začal vyučovat filozofii a teologii v noviciátu Quattro Fontane v Římě. Počátkem roku 1637 byl těžce nemocen a poslán na odpočinek, dokud se neuzdravil. V dubnu roku 1638 se stal generálním komisařem pro piaristy na Moravě. Do Mikulova přicestoval 12. května 1638 a 1. července 1638 se zúčastnil uvítací ceremonie, kterou město udělilo novému císaři Svaté říše římské Ferdinandu III. Působil také v dalších městech na Moravě. V roce 1641 se vrátil do Říma.
V posledních letech svého života musel čelit těžkostem, spojeným s vyšetřováním jeho řádu inkvizicí a jeho následným potlačením. Zemřel dne 17. října 1647 ve 2:30 v Římě. Jeho ostatky spočívají v kostele San Pantaleo v Římě.

## Úcta
Jeho beatifikační proces započal dne 22. března 1922, čímž obdržel titul služebník Boží. Dne 22. ledna 1991 jej papež sv. Jan Pavel II. podepsáním dekretu o jeho hrdinských ctnostech prohlásil za ctihodného. Dne 15. prosince 1994 byl uznán zázrak na jeho přímluvu, potřebný pro jeho blahořečení.
Blahořečen pak byl dne 1. října 1995 na Svatopetrském náměstí papežem sv. Janem Pavlem II.
Jeho památka je připomínána 17. října. Bývá zobrazován v řeholním oděvu.